# Ulica Kurzanoga w Poznaniu
Ulica Kurzanoga – ulica w Poznaniu na Starym Rynku.
Jej przebieg jest równoległy do osi północ-południe. Jej poprzednia nazwa to: Kurzegasse (do 1918 i 1939–1945). Wytyczona została w XIV wieku. Jest to ulica przebiegająca na tyłach domków budniczych, w obrębie bloku śródrynkowego. Z obu stron zakończona jest bramami osadzonymi w łukach. Stanowi drogę dojazdu i podwórze dla mieszkańców domków budniczych i okolicznych restauracji. Nazwa pochodzi z błędnego tłumaczenia Kurzegasse (niem. krótka uliczka).